# Taylor Wane
Taylor Wane (Gateshead, 27 agosto 1968) è un'attrice pornografica e regista pornografica britannica.

## Biografia
La Wane voleva inizialmente diventare un'insegnante. Tuttavia, all'età di 18 anni, sua madre la fece entrare in una competizione fra pin-up, che vinse. Dopo essersi trasferita a Londra, iniziò a lavorare come modella in topless. Successivamente, si spostò a Los Angeles, dove visse per più di un anno lavorando come modella per riviste maschili.
La Wane entrò nell'industria di film per adulti nel 1989. Ha posato per la rivista Penthouse nel giugno del 1994 e successivamente altre volte nel corso della sua carriera. Ha lavorato con case di produzione quali Brazzers, Jules Jordan Video, Elegant Angel, Evil Angel, Wicked Pictures, Zero Tolerance Ententariment ed altre. Fa parte della Hall of Fame sia degli AVN Awards che degli XRCO rispettivamente dal 2005 e 2014.

## Apparizioni su media tradizionali
Taylor Wane è apparsa in diversi ruoli minori nella filmografia tradizionale. Nel 2000 ha partecipato alla commedia di Adam Sandler Little Nicky ed in alcuni episodi della serie comica The Mind of the Married Man (2002, HBO) e Burning Hollywood (2009). Nel 2009 ha preso parte al thriller politico State of Play con gli attori Russel Crowe, Ben Affleck e Rachel McAdams dove ha interpretato il ruolo dell'amante.

## Filmografia
- Asspiring Actresses (1989)
- Girls Who Dig Girls 10 (1989)
- Above And Beyond (1990)
- Bazooka County 3 (1990)
- Body Music 2 (1990)
- Bosom Buddies 1 (1990)
- Catalina Five-0: White Coral Blue Death (1990)
- Enemates 3 (1990)
- Eyewitness Nudes (1990)
- Female Persuasion (1990)
- Girlfriends (1990)
- Leather and Lace Revisited (1990)
- Lesbian Lingerie Fantasy 4 (1990)
- More Dirty Debutantes 6 (1990)
- Single Girl Masturbation 4 (1990)
- Streetwalkers (1990)
- Amateur Lesbians 1 (1991)
- Amateur Lesbians 6 (1991)
- Assault With A Friendly Weapon (1991)
- Bad Influence (1991)
- Blonde Ambition (1991)
- Titty Creampies 4 (2013)

## Riconoscimenti
- AVN Awards
  - 1992 -Best Couples Sex Scene (film) X Factor – The Next Generation con Mark Wallice[9]
  - 2005 – Hall of Fame[10]
- XRCO Award
  - 2014 – Hall of Fame[11]

Altri riconoscimenti
- 2005 – KSEXradio Listener's Choice Award
  - Candidatura a Funniest Porn Jockey[12]
- 2006 – KSEXradio Listener's Choice Award
  - Candidatura a Best Overall On-Air Personality[13]